# Bugarska nacionalna opera i balet
Bugarska nacionalna opera i balet, najviša je bugarska glazbena ustanova za opernu i baletnu umjetnost sa sjedištem u Sofiji. Utemeljena je 1908. godine kao operna kuća, a 1928. pridružen joj je i baletni odsjek. Zgrada Opere teško je stradala u savezničkim bombardiranjima 1944. te je obnovljena završetkom rata (1947. – 1953.). Povijesno se, uz bugarske, najčešće izvode talijanske, francuske i Wagnerove opere.
Opera je iznjedrila i brojne bugarske glazbenike međunarodnoga ugleda, poput mezzosporanistice Irene Petkove, sopranistice Gene Dimitrove i baritona Kirila Manolova. Među najistaknutijim izvedbama domaćih opera ističu se »Siromahinja« Emanuila Manolova, »Borislav« Georgija Atanasova i ine.

## Vanjske poveznice
- Službene stranice